# Emsland Moormuseum
Koordinaten: 52° 37′ 24,2″ N, 7° 11′ 8″ O

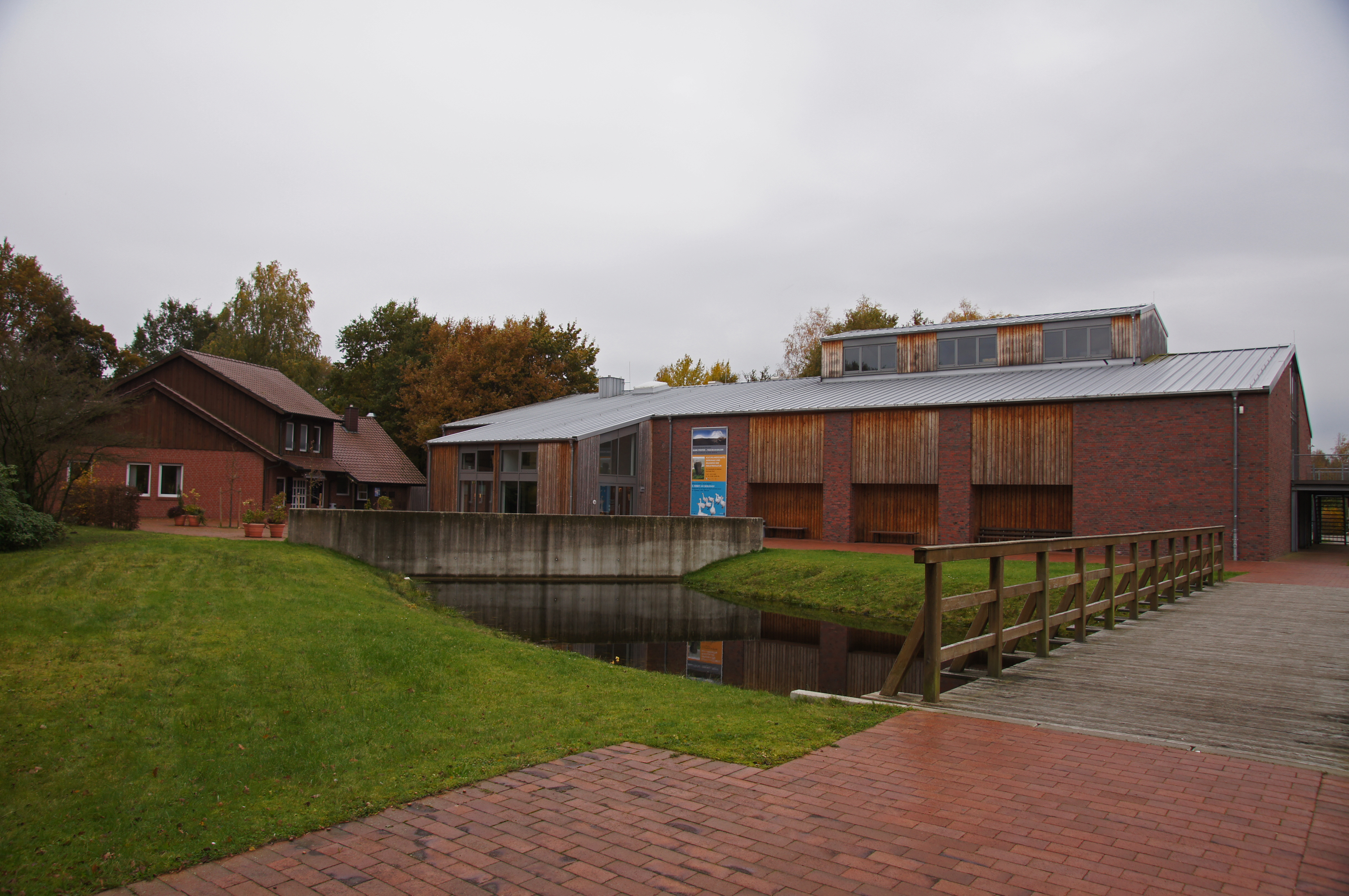
Emsland Moormuseum

Das Emsland Moormuseum bei Groß Hesepe (Gemeinde Geeste) im niedersächsischen Landkreis Emsland gilt als größtes Moormuseum Europas. Träger des Museums sind vor allem der Landkreis Emsland und die Gemeinde Geeste über das Emsland Moormuseum e. V. Das Museum verzeichnet jährlich zwischen 25.000 und 30.000 Besucher.

## Lage
Das Emsland Moormuseum liegt im Süden des Bourtanger Moores, eines früher 1.200 km² großen zusammenhängenden Moorgebietes, das Deutschland von den Niederlanden trennte, westlich der Ortschaft Groß Hesepe, in der Gemeinde Geeste. Das Bourtanger Moor ist heute Teil des Internationalen Naturparks Bourtanger Moor-Bargerveen.

## Angebote

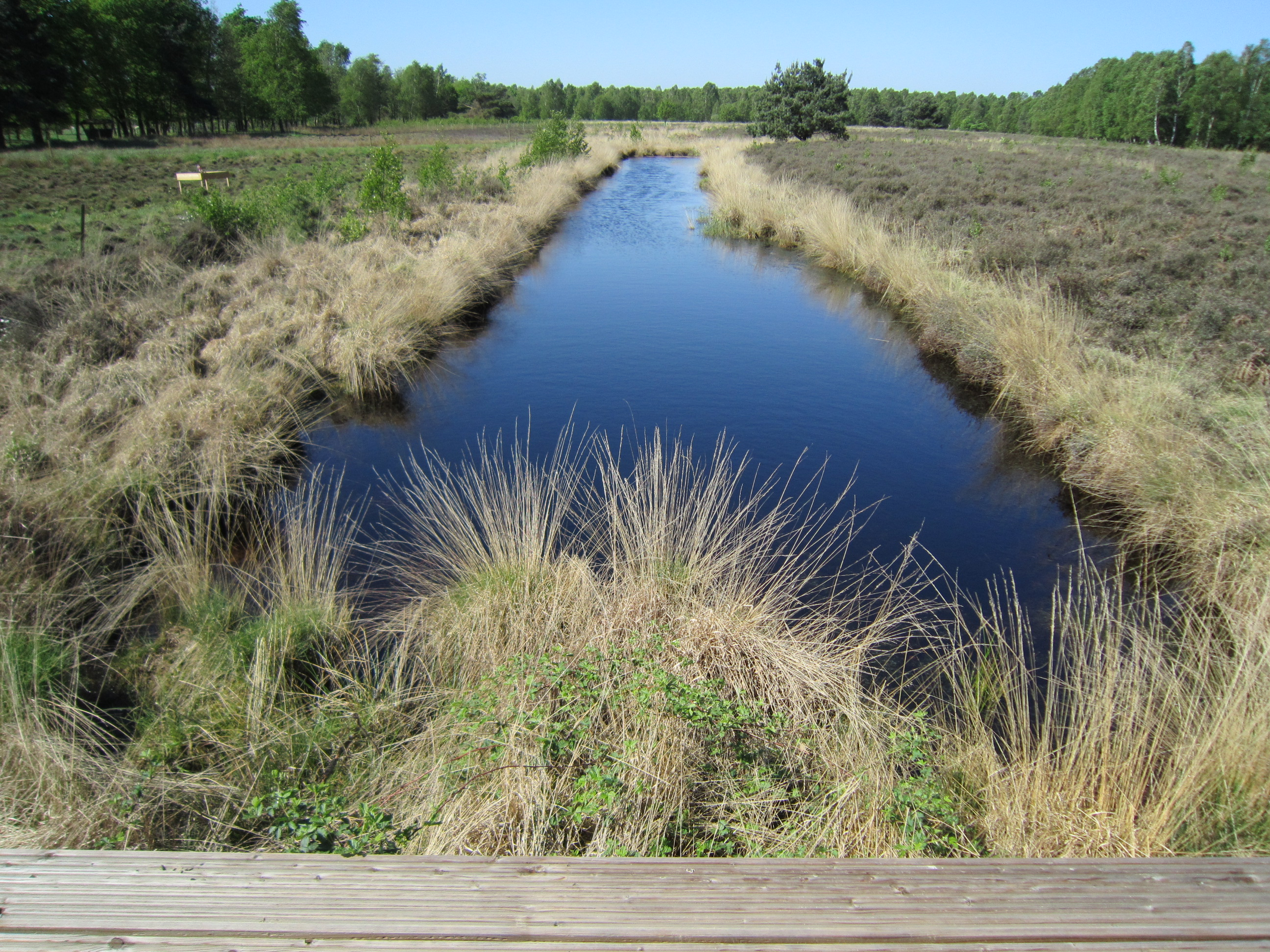
Moorfläche auf dem Freigelände des Emsland Moormuseums

Das Emsland Moormuseum Geeste dokumentiert den Weg von der Moorkolonisation bis zur industriellen Abtorfung. Neben zwei Ausstellungshallen und einer etwa 20 ha großen Hochmoorfläche verfügt das Museum über einen Maschinen-Park im Freiland, wo die zur Abtorfung und Kultivierung eingesetzten Großmaschinen ausgestellt sind. Als besonderer Anziehungspunkt gilt dabei der in der Dauerausstellung des Museums in Arbeitsstellung aufgebaute, über 30 t schwere Dampfpflug Mammut der Firma Ottomeyer. Über zwei Jahrzehnte wurde dieser größte Pflug der Welt für Kultivierungsarbeiten im Moor eingesetzt.
Auf dem Freigelände werden der Handtorfstich und der maschinelle Torfabbau gezeigt. Auf dem Gelände verkehrt eine Feldbahn auf einem ca. 3,5 km langen Rundkurs.
Der Hof wurde von der „Gesellschaft zur Erhaltung alter und gefährdeter Haustierrassen“ als Archehof anerkannt. Hier werden vom Aussterben bedrohte alte Haustierrassen gehalten und den Besuchern deren Bedeutung vermittelt. Es handelt sich unter anderem um das Bentheimer Landschaf, das Bentheimer Schwein, das Niederungsrind, das Westfälische Totlegerhuhn und die Diepholzer Gans.

### Ausstellungshalle 1

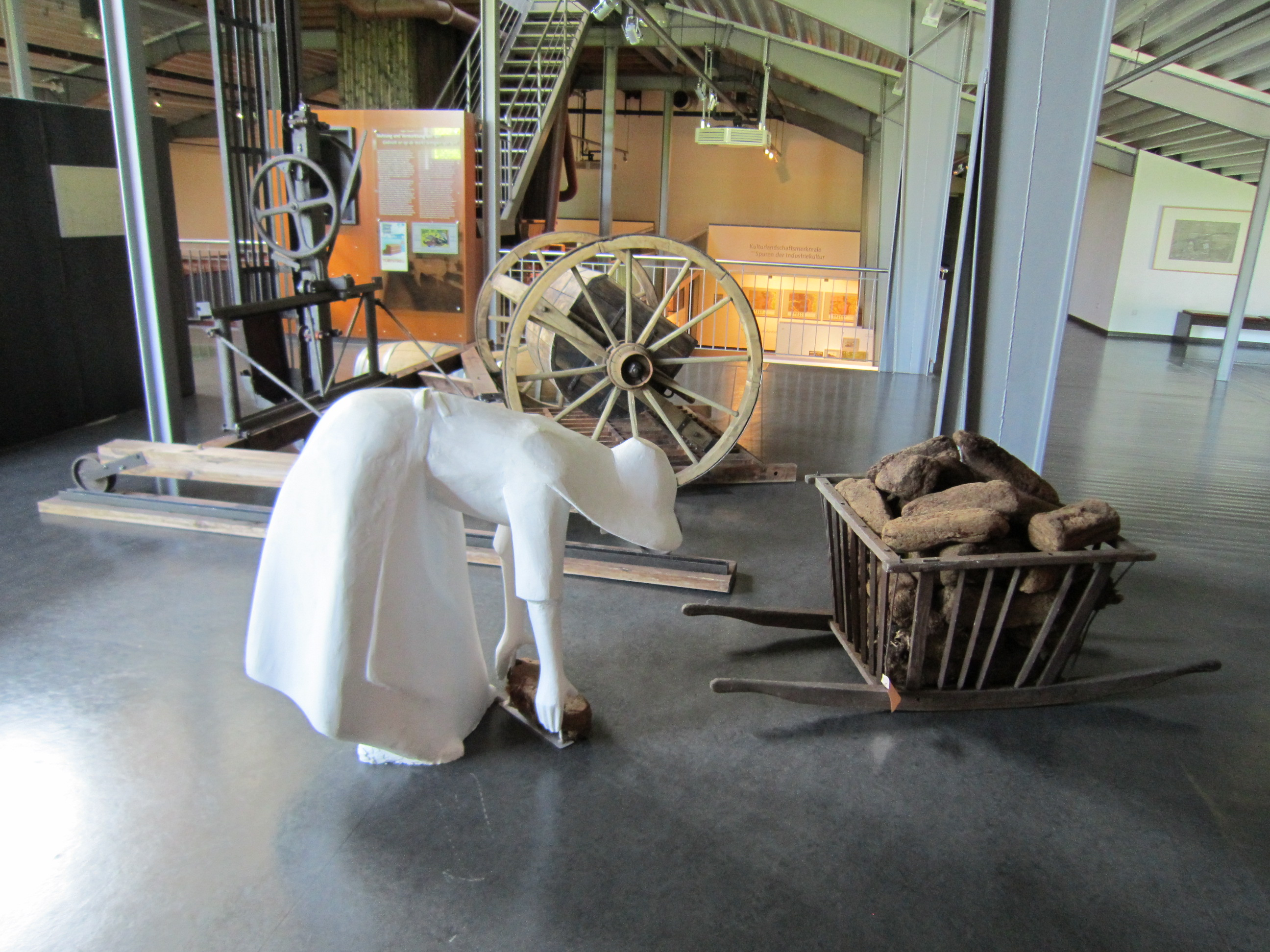
In Ausstellungshalle 1

Die 2006 grundlegend modernisierte Ausstellungshalle des Emsland Moormuseums nimmt in ihrer Gestaltung die Architektur der regionalen Torfstreufabriken auf. Hier werden Besuchern Informationen zu den Themen Moorentwicklung, Torfabbau und Moorkultivierung vermittelt. Im Zentrum der Halle befindet sich eine über drei Stockwerke reichende Torfstreufabrik. In der Ausstellungshalle befindet sich ein Kino, das einen Film über die Emslanderschließung in den 1950er Jahren zeigt, sowie seit Ende des Jahres 2003 das Archiv und die Bibliothek des Museums integriert.

### Ausstellungshalle 2

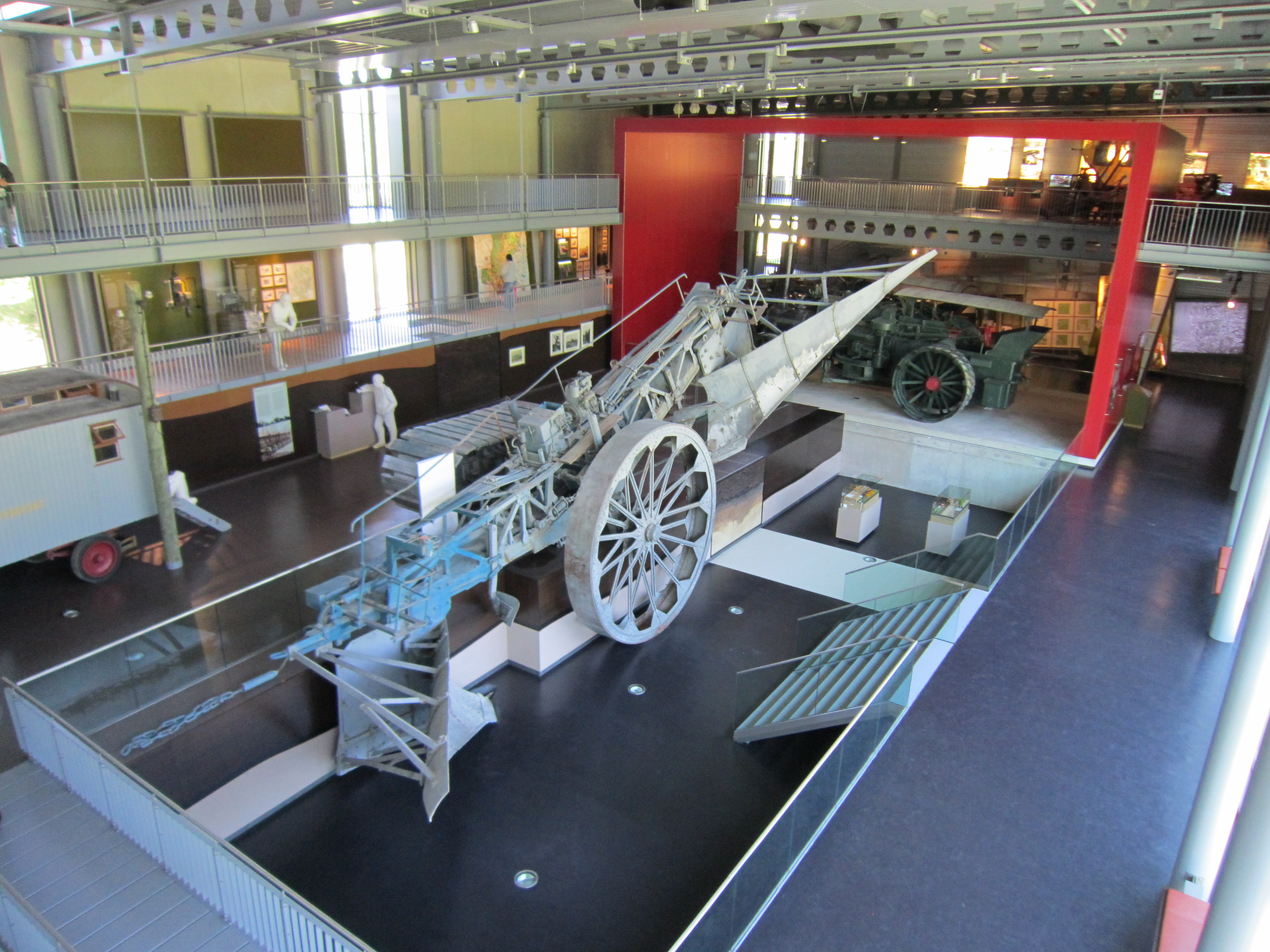
Kuhlpflug „Mammut“ in der Ausstellungshalle 2

Im Zentrum der Ausstellungshalle befindet sich der Ottomeyer-Pflug „Mammut“ und die hierzu gehörenden Lokomobilen „Thüringen“ und „Magdeburg“. Um diese wurde auf zwei Ebenen im Erdgeschoss, auf rund 1.000 m², die Ausstellung zum Emslandplan angeordnet, die die Geschichte der Raumneuordnung des Emslandes aufzeigt. Im Obergeschoss ist eine Dauerausstellung zur Entwicklung der Torfgewinnung und Torfverarbeitung untergebracht. Dort wird ab 2014 das Thema Moorschutz zu sehen sein. Im Obergeschoss findet sich auch der Wechselausstellungsbereich, in dem mehrmals im Jahr zu historischen und aktuellen Themen rund um das Moor ausgestellt wird.
Für Kinder und Jugendliche ist ein museumspädagogisches Programm erarbeitet worden.

## Geschichte
Das Museum wurde 1976 gegründet. Die ersten Maschinen wurden 1979 auf dem Freigelände des Museums ausgestellt.
1999 entstand auf dem Gelände des Emsland Moormuseums in Zusammenarbeit mit dem Verein „Land unter e. V.“ eine Moorbauern-Siedlerstelle im Stil der 1930er Jahre. Zu dem Gehöft gehören ein Haupthaus mit Diele, ein Schweinestall, ein Hühnerstall, ein Backhaus sowie ein Bauerngarten. 2006 wurde die grundlegende Renovierung der Ausstellungshalle 1 abgeschlossen.
Im Rahmen des INTERREG-Projektes „Nachhaltige Entwicklung von Natur und Landschaft im Internationalen Naturpark Bourtanger Moor - Bargerveen (NPE)“ wurde von Juni 2009 bis Juli 2010 eine zweite Ausstellungshalle mit einer Ausstellungsfläche von ca. 2000 m² errichtet. Seit dieser Erweiterung gilt das Emsland Moormuseum als größtes Moormuseum Europas. 2022 wurde das Museum zum dritten Mal mit dem Museumsgütesiegel des Museumsverbands Niedersachsen und Bremen e. V. ausgezeichnet.

### Handtorfstich
Brenntorf wurde im Emsland Mitte des 20. Jahrhunderts im Handtorfstich gewonnen. Im Jahr 1894 wurde der erste Torfbagger patentiert, es dominierte bei der Gewinnung des bäuerlichen Hausbrandes aber weiter die Handarbeit. Es wurde hauptsächlich Schwarztorf genutzt, da dieser im Gegensatz zum jüngeren Weißtorf einen guten faserigen Zusammenhalt und einen hohen Brennwert aufweist.
Vorher wurde das Gelände entwässert, um den Wassergehalt des Torfes auf etwa 85 % herabzusetzen. Die Vorgehensweise der Torfstecher war von den klimatischen Bedingungen abhängig. War das Klima feucht, konnten wegen der verzögerten Trocknung nur kleine Torfsoden gestochen werden.
Um das Moor für den Torfstich vorzubereiten, wurden zunächst die Heide und der Weißtorf mit dem Bunkspaten abgetragen. Der Schwarztorf wurde dann mit dem Stikker von oben in ca. 10 cm breite und 40 cm lange Stücke geschnitten. Anschließend schnitt der Torfgräber diese Stücke von der Seite mit dem Obleger los und warf sie auf die Kante des Torfstichs. Von dort wurden die Torfsoden mit einer Setzforke auf eine Torfkarre verladen und zum Trockenfeld gebracht. Auf diesem wurden die Soden schließlich paarweise übereinander gestapelt.

### Maschineller Torfabbau

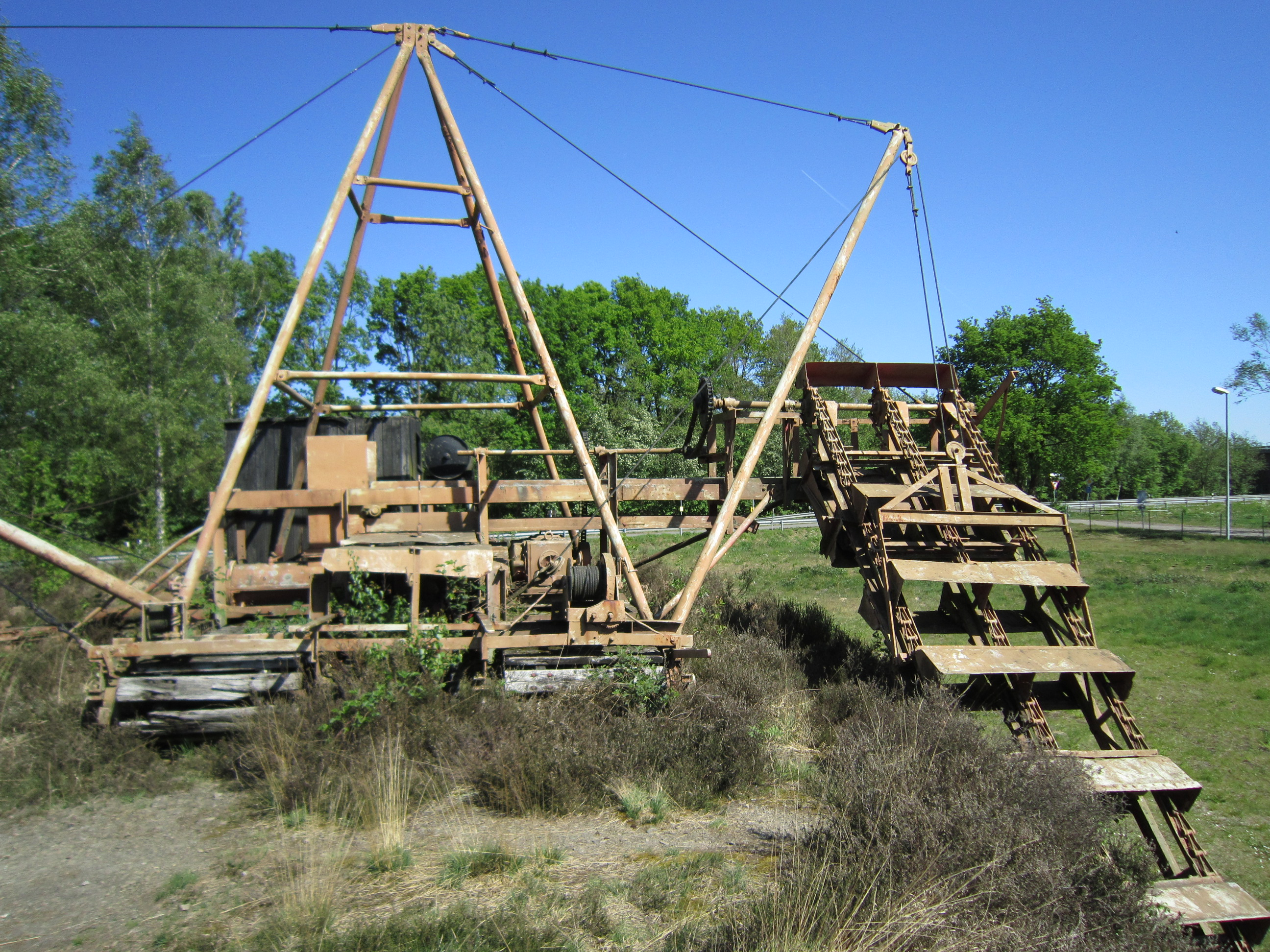
Hochmoorkante mit Abbaugeräten

Im 19. Jahrhundert begann die Mechanisierung des Torfabbaus, die zunächst ausschließlich auf die Schwarztorfgewinnung ausgerichtet war. Um 1840 wurde die erste Torfstechmaschine entwickelt. Um 1850 folgten zahlreiche Maschinen zum Kneten und Zerreißen des Torfs, die durch Pferdegöpel oder Lokomobilen angetrieben wurden. Durch diese Torfpressen oder Spittbagger wurde die gewachsene Struktur des Torfs zerstört, die Soden schrumpften so stärker und erlangten eine höhere Festigkeit. Die Torfbagger, die schließlich die fördernde Eimerleiter, das Mischwerk und den Ableger mit Schneidwerk für den Presstorfstrang verbanden, wurden im 20. Jahrhundert stetig vergrößert und perfektioniert. Hinzu traten in den 1920er Jahren Sodensammler und in der Zeit nach dem Zweiten Weltkrieg Schwarztorfsodenauf- und umsetzmaschinen. Mit diesen beiden Maschinentypen wurde das Umlagern der Torfsoden zur Trocknung automatisiert.
1958 war die Vollmechanisierung der Schwarztorfgewinnung weitgehend abgeschlossen. Die Mechanisierung der Weißtorfgewinnung erfolgte zeitverzögert, da dieser jüngere und strukturell heterogene Torf wesentlich empfindlicher als Schwarztorf ist. Der Weißtorf wurde seit etwa 1900 als Torfstreu vermarktet. 1955 kam bei den Heseper Torfwerken die erste Weißtorfschneidemaschine zum Einsatz, mit deren Schläger der Torf in Soden zerteilt wurde. Die Maschine ersetzte die Arbeit von zehn Torfstechern. In den 1960er Jahren wurden Rüttelgeräte zur Mechanisierung der Trocknung und Weißtorfsodensammler entwickelt. Die vorbereitende Entwässerung übernahmen Leichtraupen als Universalgeräte. Die Ablösung der Handarbeit im Torfabbau wurde durch diese Entwicklungen am Ende der 1960er Jahre abgeschlossen. Für den Hausbrand wurde aber immer noch im Handtorfstich gearbeitet.

### Feldbahn

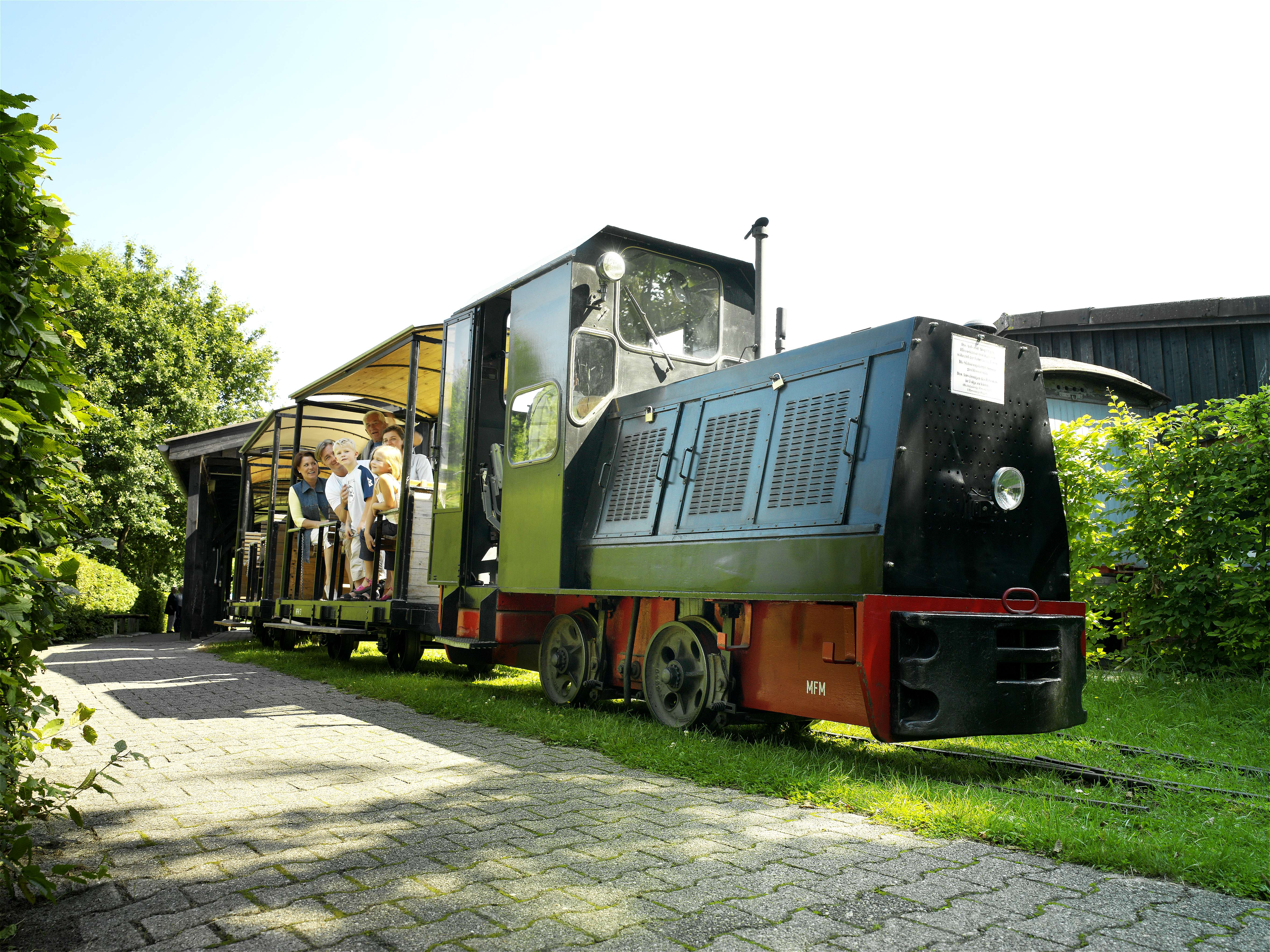
Feldbahn auf dem Gelände des Emsland Moormuseums

Auf den Einsatz von Feldbahnen konnte beim Torfabbau nicht verzichtet werden. Ihre leichten Gleise konnten auch auf Moorflächen mit geringer Tragfähigkeit schnell verlegt und wieder abgebaut werden und haben im Gegensatz zu normalspurigen Eisenbahnen keinen aufwendigen Unterbau. Feldbahnen wurden für den Transport von Torf zu den Trockenfeldern und Verarbeitungsanlagen genutzt. Weißtorf wurde in zweiachsigen Gitterwagen, Schwarztorf wegen des höheren Eigengewichts zumeist in vierachsigen Wagen mit geschlossenen Wänden transportiert. Im Emsland Moormuseum ist das Exemplar einer alten Feldbahn zu sehen. Die Lokomotive der Marke Schöma stammt aus dem Jahr 1957. Die Waggons von Krupp-Dolberg weisen eine Spurbreite von 600 mm auf. Die gesamte Strecke der Feldbahn im Moormuseum beträgt ca. 2700 m. Die Feldbahn bewegt sich mit einer Geschwindigkeit von 6 km/h.

### Kabelkran/Torfbahn
Für die Torfwerke westlich der Ems war bis in die 1950er Jahre die Lösung des Transportproblems entscheidend; die Region war verkehrstechnisch kaum erschlossen. Vom Heseper Torfwerk musste der Torf mit der Werkbahn und über Kanäle umständlich zum Meppener Hafen gebracht werden. 1921 verkehrten drei Dampfloks, vier Benzolloks und 150 Feldbahnwagen. 1922 wurde eine werkseigene Kleinbahn vom Torfwerk über Groß Hesepe, Klein Hesepe und Rühle bis nach Meppen fertiggestellt. Der Torf konnte nun ohne zeitraubendes Umladen direkt abtransportiert werden. Befahren wurde die Strecke von 50 PS starken Dampflokomotiven der Firma Jung, die mit Torf befeuert wurden.
Die Dampfloks wurden in den 1950er Jahren von Dieselloks abgelöst. Die Werkbahn endete in Meppen am Westufer der Ems. Zum Transport der Torfwagen über die Ems zu den normalspurigen Bahnlagen der Reichs- und später Bundesbahn diente ein 1923 von der Firma F. Pohlig AG in Köln gebauter Kabelkran mit 155 m Spannweite und 20 m Stützenhöhe. Auch der Brenntorf für das 1924/1925 erbaute werkseigene Kraftwerk in Rühle wurde mit der Heseper Torfbahn transportiert. Bis in die 1950er Jahre diente die Bahn außerdem dem Personenverkehr. Reisende von Groß Hesepe nach Meppen durften die Bahn kostenlos nutzen, da die Gemeinde die Trasse einst für den Eisenbahnbau zur Verfügung gestellt hatte. Der Kabelkran wurde 1970, die Werkbahn 1972 und das Torfkraftwerk 1974 stillgelegt.

### Mammut und Lokomobile
Die 1887 gegründete Firma Wilhelm Ottomeyer gilt als das älteste Mietpflug-Unternehmen in Deutschland. Bei der Moorkultivierung in Norddeutschland bewährte sich der Einsatz von Dampfpflügen. Diese ersetzten 500 Arbeitstage durch fünf Stunden Maschinenarbeit. Zwischen 1887 und 1937 pflügte die Firma Ottomeyer meist für Großbetriebe in Deutschland, Dänemark, den Niederlanden und New Greenwich. In der Zeit zwischen 1950 und 1970 lag das Hauptarbeitsgebiet der von Ottomeyer eingesetzten Pfluggespanne in den Moorgebieten des Emslandes. Im Rahmen des s.g. „Emslandplanes“ wurden mit Hilfe des Tiefenpfluges weite Flächen kultiviert und urbar gemacht. Ein kompletter Dampfpflugsatz für den Zwei- bzw. den Viermaschinenbetrieb bestand aus den Pfluglokomotiven, dem Pflug und einem Mannschafts- und Gerätewagen. In der Kurzen Pflugsaison von nur 75–100 Tagen pro Jahr wurde täglich meist 18 Stunden gearbeitet. Ende der 1960er Jahre gab es noch über 30 Dampflokomotiven. Die Dampfpflugpaare „Magdeburg(II)“ und „Thüringen“ wurden von der englischen Maschinenfabrik Fowler 1914 mit ca. 240 PS Leistung gebaut. Diese beiden Lokomobilen wurden 1954 so umgebaut und hochgerüstet, dass sie in der Lage waren, einen Tiefenpflug mit bis zu 2 m Pflugtiefe im Rahmen der Sandmischkultur zu bewegen. Neben einem neuen Kessel und einer neuen Dampfmaschine erhielten sie Verstärkungen im Korpusbereich und dem Radsystem. Am Ende erbrachte jede der vier Lokomobilen eine Leistung von 480 PS. Das war gegenüber vergleichbaren Maschinen eine Verdoppelung der Leistung.
Nach dem Ende der Kultivierungsarbeiten des „Emslandplanes“ blieben 1971 zwei der großen Thüringen-Dampflokomobilen, der Tiefpflug „Mammut“, und andere Gerätschaften der Firma Ottomeyer im Emsland zurück. Die von Ottomeyer hinterlassenen Maschinen bilden den Grundstock der Sammlung des Moormuseums.
2010 wurde der Pflug mit den dazugehörigen Lokomobilen aus dem Außengelände in die eigens dafür neu errichtete Halle 2 verlegt.

### Archehof
1999 entstand auf dem Gelände des Emsland Moormuseums in Zusammenarbeit mit dem Verein „Land unter e. V.“ eine Moorbauern-Siedlerstelle im Stil der 1930er Jahre. Zu dem Gehöft gehören ein Haupthaus mit Diele, ein Schweinestall, ein Hühnerstall, ein Backhaus sowie ein Bauerngarten. Vom Aussterben bedrohten heimischen Haustierrassen wird hier ein neues Zuhause gegeben. Der Siedlerhof wurde von der „Gesellschaft bedrohter Haustierrassen“ als Archehof anerkannt. Er beherbergt das Schwarzbunte Niederungsrind, das Bentheimer Landschaf, das Bunte Bentheimer Schwein, Westfälische Totlegerhühner und die Diepholzer Gänse.

## Sammlungen
Das Emsland Moormuseum bewahrt, forscht und stellt aus. So werden die Sammlungsgegenstände katalogisiert, fach- und sachgerecht gelagert und wenn notwendig auch restauriert. Die Sammlung des Emsland Moormuseums zeigt die Kultivierung der Moor- und Heidelandschaft wissenschaftlich dokumentiert. Mittlerweile umfasst die Sammlung ca. 18.500 Objekte, welche seit Gründung des Hauses in den 1970er Jahren zusammengetragen wurden, allerdings nicht vollständig katalogisiert sind. Aufgrund dieses Zuwachses verfügt das Emsland Moormuseum mittlerweile über eine umfangreiche, interdisziplinäre Sammlung zu den Themen Moor, Torfabbau und Siedlungsgeschichte.

### Moorkultivierung und industrieller Torfabbau

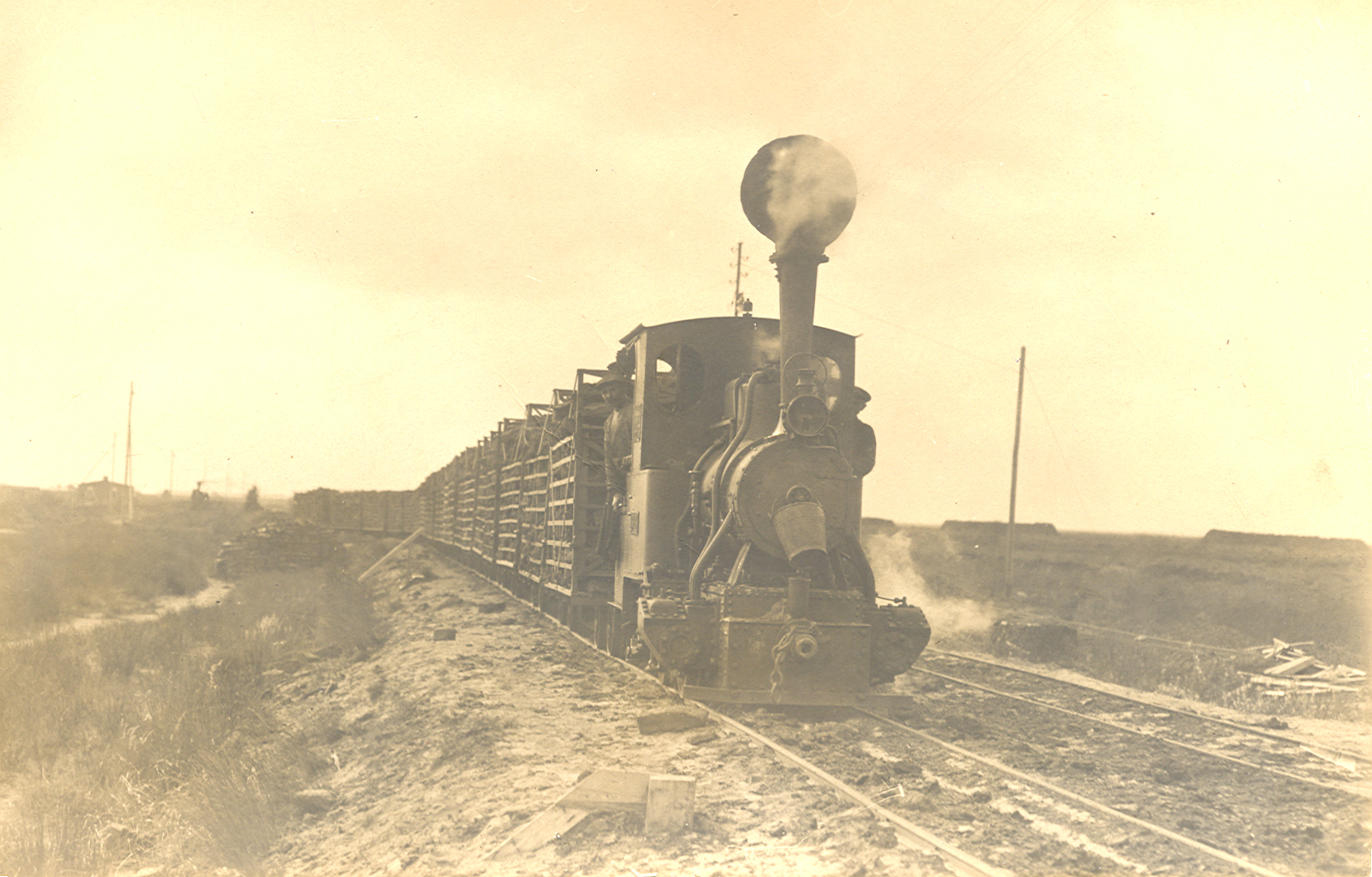
Dampflok von 1914 im Moor

Mit dem Ende der im Rahmen des sogenannten „Emslandplanes“ durchgeführten Moorkultivierungsarbeiten blieben in den 1970er Jahren Dampflokomobilen, Tiefpflüge und Planierraupen der Fa. Ottomeyer im Emsland zurück. Die Maschinen hatten mit dem Abschluss der Erschließungsarbeiten im Emsland ausgedient und bildeten den Grundstock der stetig wachsenden technischen Sammlung des Emsland Moormuseums. Mit den Jahren kamen weitere Torfabbau- und Verarbeitungsmaschinen hinzu, welche aufgrund des technischen Fortschritts in den schwindenden Torffabriken der Region keine Verwendung mehr fanden. Zusätzlich konnte das Emsland Moormuseum Sammlungen aus privaten Beständen übernehmen.

### Bibliothek und Archiv
Seit 2003 sind die Bibliothek, das Bildarchiv und die graphische Sammlung im Obergeschoss der Ausstellungshalle zusammengeführt. Die wissenschaftliche Bibliothek sammelt und beherbergt Schriftgut zum Themenspektrum Moor, Torf und Siedlungsgeschichte. Dabei werden fachübergreifend und überregional sowohl historisches, als auch geographisches, naturkundliches und technisches Schriftgut gesammelt. Beispielhaft zu nennen ist die „Sammlung Richard“ mit mehr als 16 Regalmetern eine der bedeutendsten Sammlungen zum Thema „Torfbautechnik“ aus mehreren Jahrhunderten.